# Dracaena aurea
Espèce
Statut de conservation UICN

 EN  : En danger
Dracaena aurea est une espèce de plantes à fleurs de la famille des Asparagaceae endémique à l'île de Kauai à Hawaï. C'est un arbre qui pousse principalement dans le biome tropical humide. Son nom vernaculaire local est Golden hala pepe.

## Répartition
On le trouve dans les forêts mésiques côtières et les forêts tropicales humides hawaïennes à des altitudes comprises entre 120 et 1 070 m.

## Description
C'est un petit arbre à feuilles persistantes, généralement haut de 4,6-7,6 m, mais atteignant parfois 12 m. Le tronc gris et droit n'a pas d'écorce et mesure 0,3-0,9 m de diamètre. Les feuilles en forme d'épée sont longue de 20-51 cm et large de 1-3 cm

## Systématique
L'espèce Dracaena aurea a été décrite pour la première fois en 1867 par H.Mann (en) (1844-1868). En 1914, Nicholas E. Brown (1849-1934) l'a déplace dans le genre Pleomele, mais la World Checklist of Selected Plant Families rejette ce déplacement.
Dracaena aurea a pour synonymes :
- Chrysodracon aurea (H.Mann) P.L.Lu & Morden
- Draco aurea (H.Mann) Kuntze
- Pleomele aurea (H.Mann) N.E.Br.